# Jean-Baptiste Regnault
Pour les articles homonymes, voir Regnault.

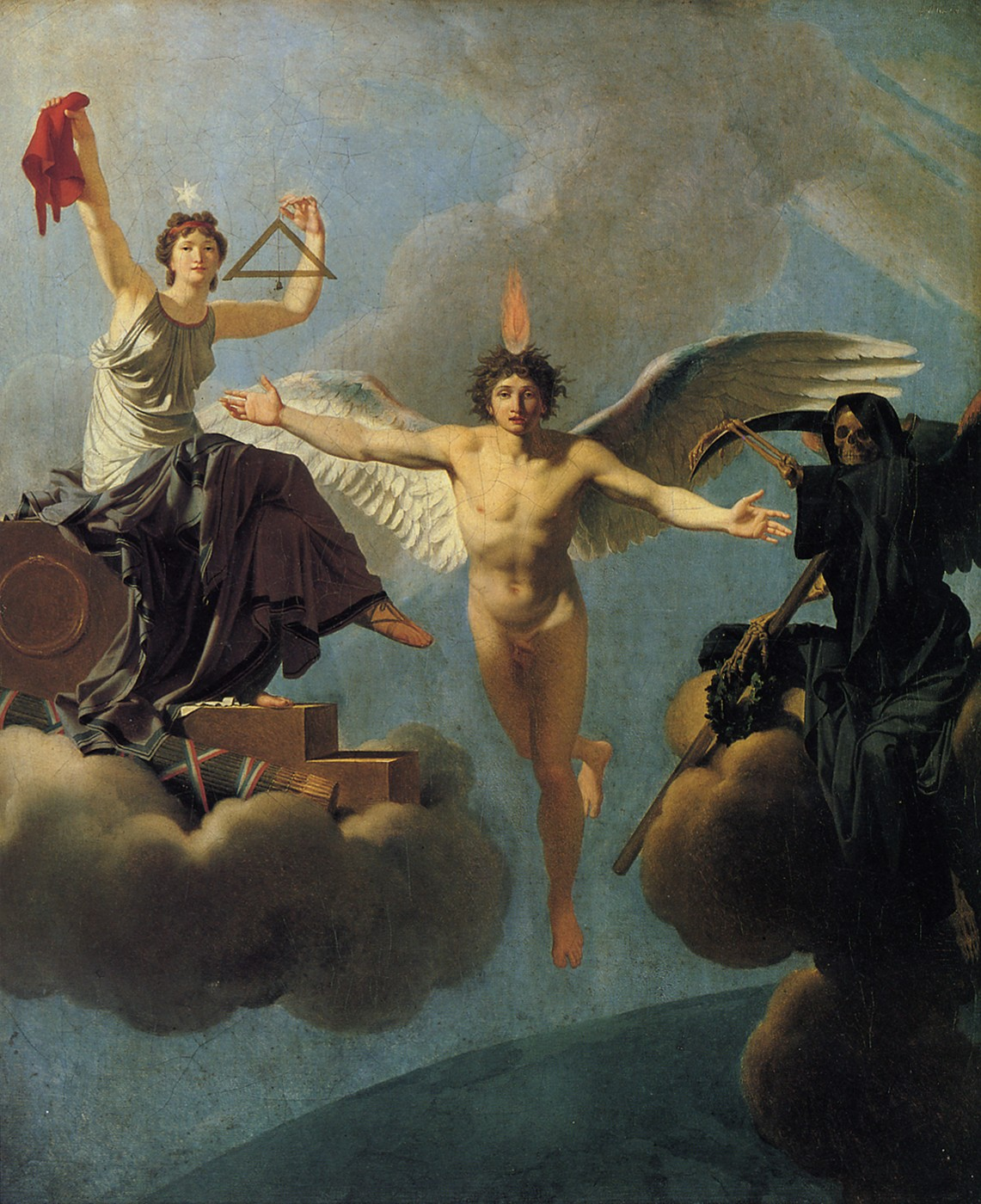
La Liberté ou la Mort (1795), Kunsthalle de Hambourg.

Jean-Baptiste Regnault, né le 9 octobre 1754 à Paris, où il meurt le 12 novembre 1829, est un peintre néo-classique français.

## Biographie
À dix ans il copiait les dessins que lui prêtait le collectionneur Bataille de Montval, lorsque son père décide de partir avec toute la famille en Amérique. Là confié à un capitaine au long cours il devient  mousse pendant cinq ans, jusqu'à ce que sa mère, veuve, rentrée à Paris le retrouve.
De retour à Paris, il devient l'élève de Nicolas-Bernard Lépicié, Joseph-Marie Vien et de Jean Bardin, qui l'emmène à Rome où il prolonge sa formation. Son Diogène visité par Alexandre lui vaut de remporter le Grand Prix de l'Académie royale de peinture et de sculpture, ancêtre du prix de Rome, en 1776. Il séjourne à l'Académie de France à Rome, alors située au palais Mancini, en compagnie de Jacques-Louis David et de Pierre Peyron.
Il est reçu à l'Académie royale de peinture et de sculpture en 1783 et expose au Salon son morceau de réception L'Éducation d'Achille par le centaure Chiron (Musée du Louvre). Il connaît un franc succès avec cette peinture. Jean-Baptiste Regnault est complimenté pour son traitement des couleurs et son goût pour l'Antiquité.  
En 1787, il habite cour du Commerce à Paris et a pour élève Louis Lafitte. Il initie sa jeune voisine, Constance-Marie Bondelu, à la peinture.
Il multiplie les sujets antiques, puis se passionne pour la Révolution et peint pour le Salon de 1795 La Liberté ou la Mort : au centre, le Génie de la France aux ailes tricolores survole le globe terrestre exprimant l'universalité des idées de 1793 ; à sa gauche, la Mort ; à sa droite, la République avec les symboles de la liberté, de l'égalité et de la fraternité.
Sous le Premier Empire, Jean-Baptiste Regnault exécute de grands formats avec un formalisme hérité de l'antique. Le 7 février 1807, il est nommé professeur de peinture à l'École des beaux-arts de Paris, poste qu'il occupait depuis le 21 décembre 1805, mais sans appointements. Il succédait à Clément-Louis-Marie-Anne Belle et aura pour successeur Ingres en 1829.
Il expose au Salon jusqu'en 1809, puis abandonne sa carrière officielle et continue à peindre pour son plaisir des sujets tirés de la mythologie.
De 1816 à 1822 il est professeur de dessin à l'École polytechnique. Il reçoit le titre de baron le 19 juillet 1829.

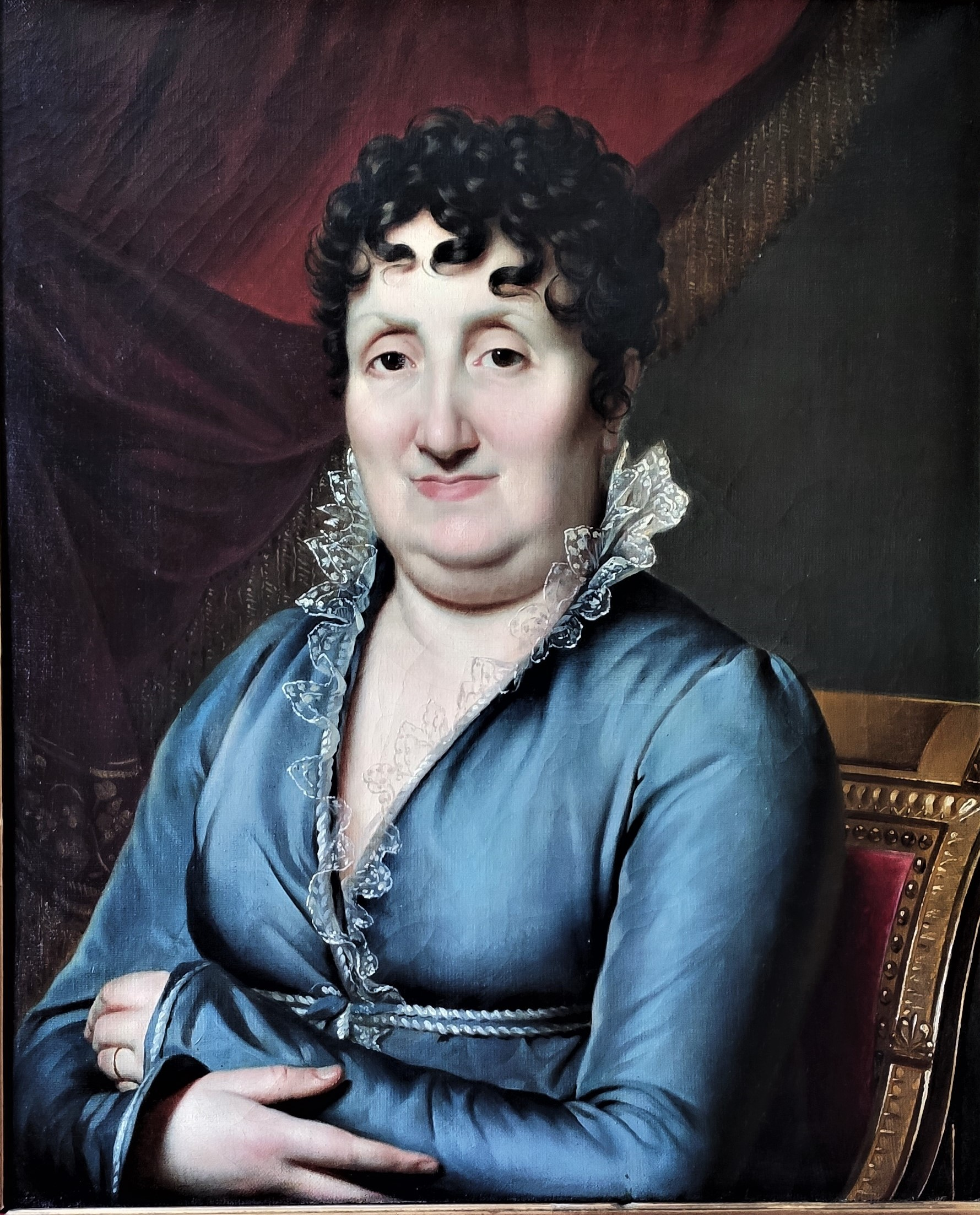
Portrait de Sophie Meyer par son époux Jean-Baptiste Regnault, vers 1820, Coll Fondation Vassiliev

En 1786, il a épousé Sophie Meyer, dont il a trois fils : le baron Antoine Louis Regnault, Jean François Regnault et Charles Louis Regnault.
Il est inhumé au cimetière du Père-Lachaise (36e division) à Paris.

### Élèves
- Joseph Albrier
- Pauline Auzou
- Jean-Hilaire Belloc
- Jenny Berger-Désoras
- Merry-Joseph Blondel
- André-Joseph Bodem
- Henri-Joseph Boichard
- François Bouchot (1800-1842), prix de Rome en 1823
- Félix Boisselier
- Théodore Caruelle d'Aligny
- Rosalie Caron
- Joseph Chabord
- Geoffroy-Alphonse Chocarne
- Louise Zoé Coste
- Alexandre
- Auguste Couder (1790-1873)
- Rosalie Delafontaine
- Eugénie Delaporte
- Alexandrine Delaval
- Godefroy Engelmann
- Auguste d'Espinassy (1802-1859)
- Antoine-Claude Fleury
- Jean-Augustin Franquelin
- Emmanuel Fries
- Alphonse Louis Galbrund
- Jean-Baptiste Germain
- Alexis-François Girard (vers 1810-1812 ?)
- Gaspard Gourgaud[11]
- Henri Grévedon (1776-1860)
- Gabriel-Christophe Guérin
- Pierre-Narcisse Guérin
- Joseph Joachim Guernier (1791-1848)
- Jean-Baptiste Guignet
- Thomas Henry
- Louis Hersent (1777-1860)
- Alexandre-Romain Honnet (1770-1819)
- Sophie-Clémence de Lacazette (1774-1854)
- Louis Lafitte (1770-1828)
- Alexandre Menjaud (1773-1832), prix de Rome en 1802
- Aurore de Lafond de Fénion
- Charles Nicolas Lafond (1774-1835)
- Charles-Paul Landon (1761-1826)
- Hippolyte Lecomte
- Narcisse Lecomte (1794-1882)
- Robert Lefèvre
- François-Gabriel Lépaulle (1804-1886)
- Esprit-Aimé Libour
- Henriette Lorimier
- Marie-Sophie Coutouly Lousier[12]
- Albert Magimel
- Jean Henry Marlet
- Jean Murat
- Alphonse Alexandre Niquevert
- Moritz-Daniel Oppenheim (1800-1882)
- Pierre Edme Louis Pellier
- Jean-Louis Petit
- Édouard Pingret
- Isabelle Pinson
- Louis-Yves Queverdo
- Jacques Réattu
- Jean-Charles-Joseph Rémond (1795-1875)
- Adèle Romany
- Anne-Nicole Voullemier

### Distinction
- Chevalier de la Légion d'honneur[13]
- Titre de baron octroyé par le roi Charles X en 1829.

## Œuvre
Son œuvre d'une grande variété est cependant marquée par les grands tableaux d'histoire commandés sous le Premier Empire : La Marche triomphale de Napoléon Ier vers le temple de l'Immortalité (Versailles) ou sous la Restauration : L'Heureux évènement (Fontainebleau). Il est considéré comme le rival de David dont il atténue le classicisme par un art plus assoupli et sensuel.
Tout au long de sa carrière, il s'adonne au portrait, de ses proches : Madame Régnault (Collection privée), de ses fils, autoportraits (Valenciennes) et portraits de personnages officiels : La Reine Hortense (Malmaison), Le Comte de Montalivet (Versailles).
À sa mort les œuvres de son atelier sont dispersées lors de la vente du 1er mars 1830,.
- Le Baptême du Christ (1779), huile sur papier marouflé sur toile, 35 x 24.3 cm, musée des Beaux-Arts de Dijon[15]
- Martyre des saints Procès et Martinien (copie d'après Valentin de Boulogne), 1780, huile sur toile, 306.5 x 195 cm, musée des Beaux-Arts de Dijon[16]
- L'Éducation d'Achille (1782), huile sur toile, 261 × 215 cm, musée du Louvre[17]
- Descente de Croix (1788-1789), huile sur toile, 425 × 233 cm, musée du Louvre[18]
- Le Déluge (Salon 1789 et 1791), huile sur toile, 89 × 71 cm, musée du Louvre[19]
- Socrate arrachant Alcibiade des bras de la Volupté (Salon de 1791), huile sur toile, 46 × 68 cm, musée du Louvre[20]
- La Liberté ou la Mort (1795), huile sur toile, Kunsthalle de Hambourg
- La Mort de Cléopâtre (1796-1797), huile sur toile, Düsseldorf, Museum Kunstpalast :
- Les Trois Grâces (1797-1798), huile sur toile, 204 × 153 cm, musée du Louvre[21]
- Portrait de Jacques Augustin de Silvestre (vers 1800), huile sur toile, 65 × 54 cm, Meaux, Musée Bossuet[1]
- La Havane, Museo Napoleónico (es) : Portrait de Napoléon au camp de Boulogne (1804), huile sur toile
- Mariage du prince Jérôme et de la princesse de Wurtemberg (1810), huile sur toile, modèle de tapisserie, 400 × 646 cm, Musée de l'Histoire de France (Versailles) [22]
- L'Homme physique, l'homme moral et l'homme intellectuel (vers 1810), huile sur toile, musée des Beaux-Arts de Brest[23]
- La Mort de Desaix à Marengo (vers 1810), huile sur toile, Clermont-Ferrand, musée d'Art Roger-Quilliot
- Desaix recevant la mort à la bataille de Marengo (1801), huile sur toile, Musée de l'Histoire de France
- L'Amour et l'Hymen buvant dans la coupe de l'Amitié (1820), huile sur toile, musée du Louvre ; Meaux, musée Bossuet
- Jupiter et Io (1827), huile sur toile, 214 x 158 cm, musée des Beaux-Arts de Brest
- Ariane et Thésée (1829), huile sur toile, musée des Beaux-Arts de Rouen
- Cérémonie nuptiale chez les Romains, huile sur toile, Riom, Musée Mandet
- La mort de Desaix à Marengo, huile sur toile, 1800, Riom, Musée Mandet

Dates non documentées
- Allégorie à l'autoportrait (ou l'astrologue), huile sur toile, 158,6 x 129,7 cm, musée des Beaux-Arts de Brest
- La Justice arrêtée dans son cours par la Clémence, huile sur toile,
- Pygmalion et sa statue, huile sur toile, château de Maisons-Laffitte
- L'Origine de la Peinture, huile sur toile, château de Maisons-Laffitte
- La Justice recevant sur le plateau de sa balance les lauriers qu'une femme lui tend, huile sur toile, 46 × 68 cm, Fondation Dosne-Thiers, Paris[2]

## Dessins
- Homme en Christ déposé, pierre noire et estompe, traces de craie blanche sur papier beige, H. 0,385 ; L. 0,536 m[24]. Paris, Beaux-Arts de Paris[25]. C'est dans l'exercice du dessin d'après le modèle vivant que Regnault enregistre ses premiers succès. Il accordait de l'importance à cet exercice et sa production était abondante. Cette feuille s'inscrit probablement dans des recherches préalables à la Descente de Croix que lui commanda d'Angiviller en 1788. Il ne s'agit pas d'un dessin préparatoire, la mise en scène de la figure et le degré de fini trahissent sa volonté de faire d'une étude académique un dessin autonome.
- La surprise mêlée de joie, pastel sur papier beige, H. 0,370 ; L. 0,300 m[26]. Paris, Beaux-Arts de Paris[27]. Le thème de "la surprise mêlée de joie" fut proposé au concours de la tête d'expression à quatre reprises, Regnault fut le lauréat du second en 1776. Au lieu de drapper son modèle à l'Antique comme le fit David un an plus tôt, ici il donne à sa coiffure aussi peu d'apprêt qu'en prescrivait la mode contemporaine du retour à la nature.

## Galerie

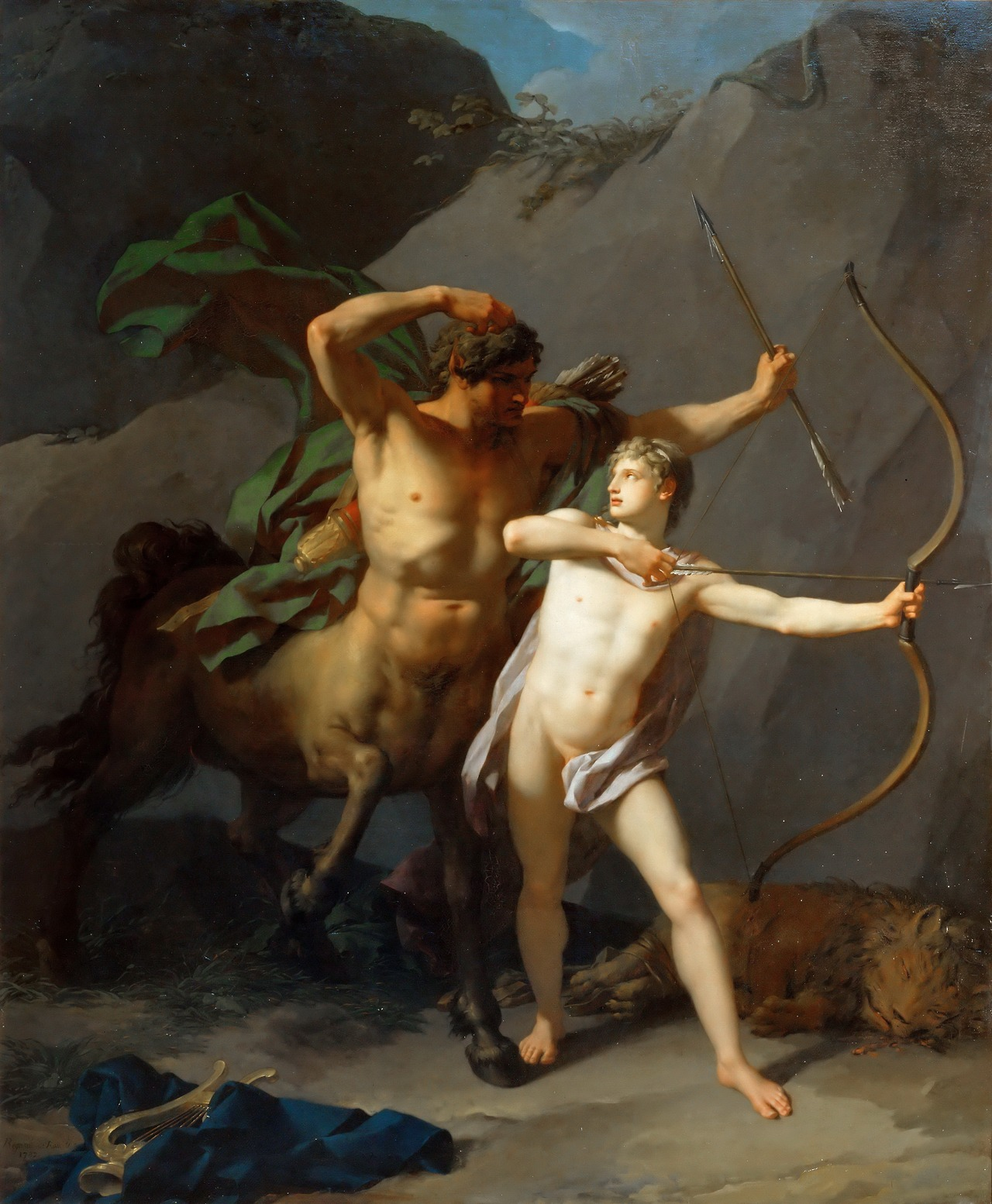
L'Éducation d'Achille par le centaure Chiron (1782), Paris, musée du Louvre.
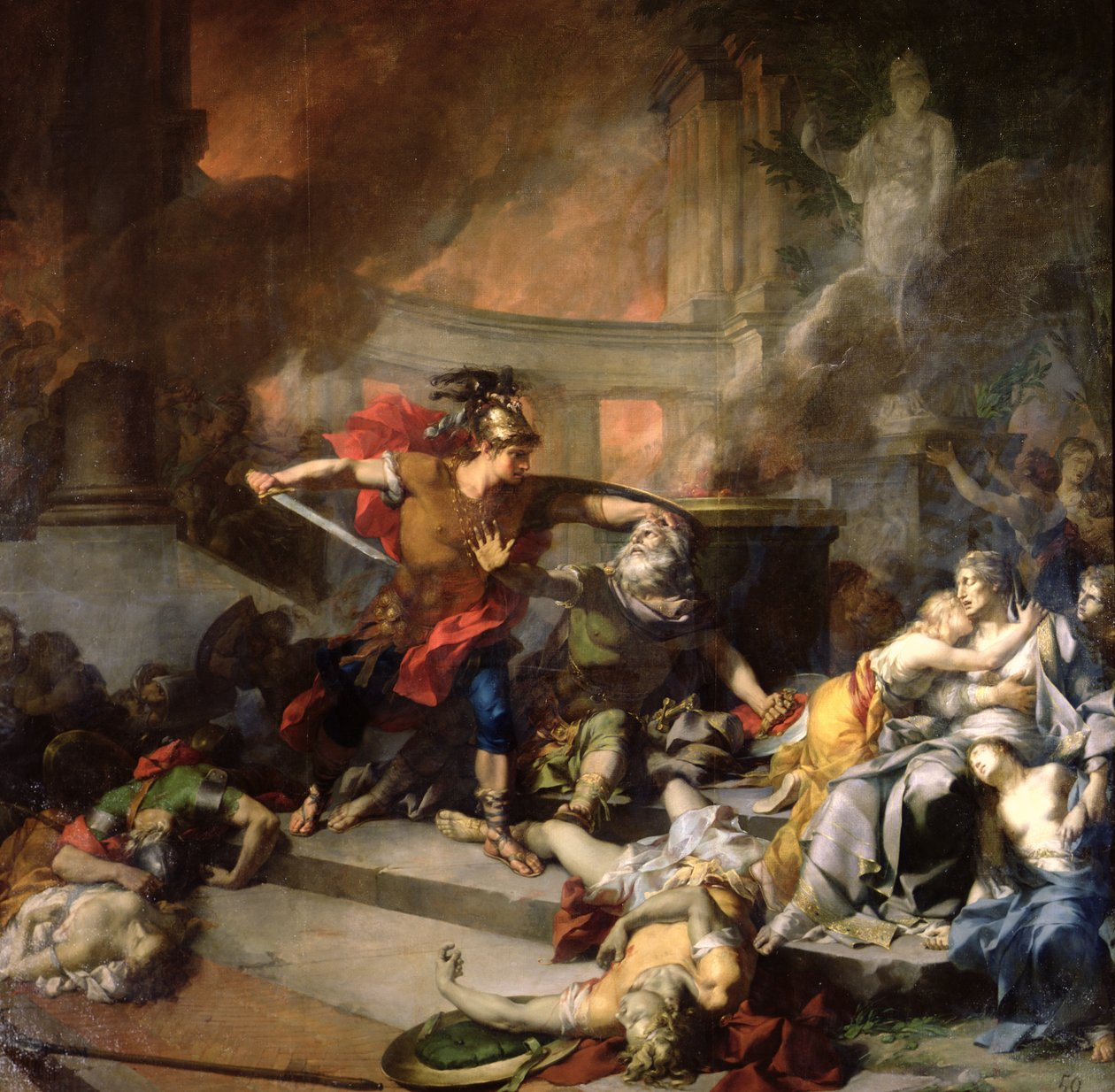
La Mort de Priam (1785), musée de Picardie, Amiens.
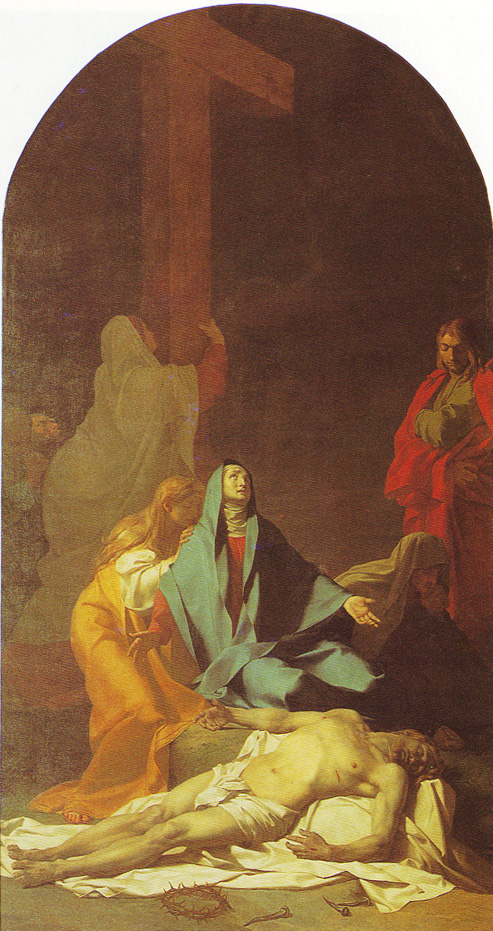
Descente de Croix (1789), Paris, musée du Louvre.
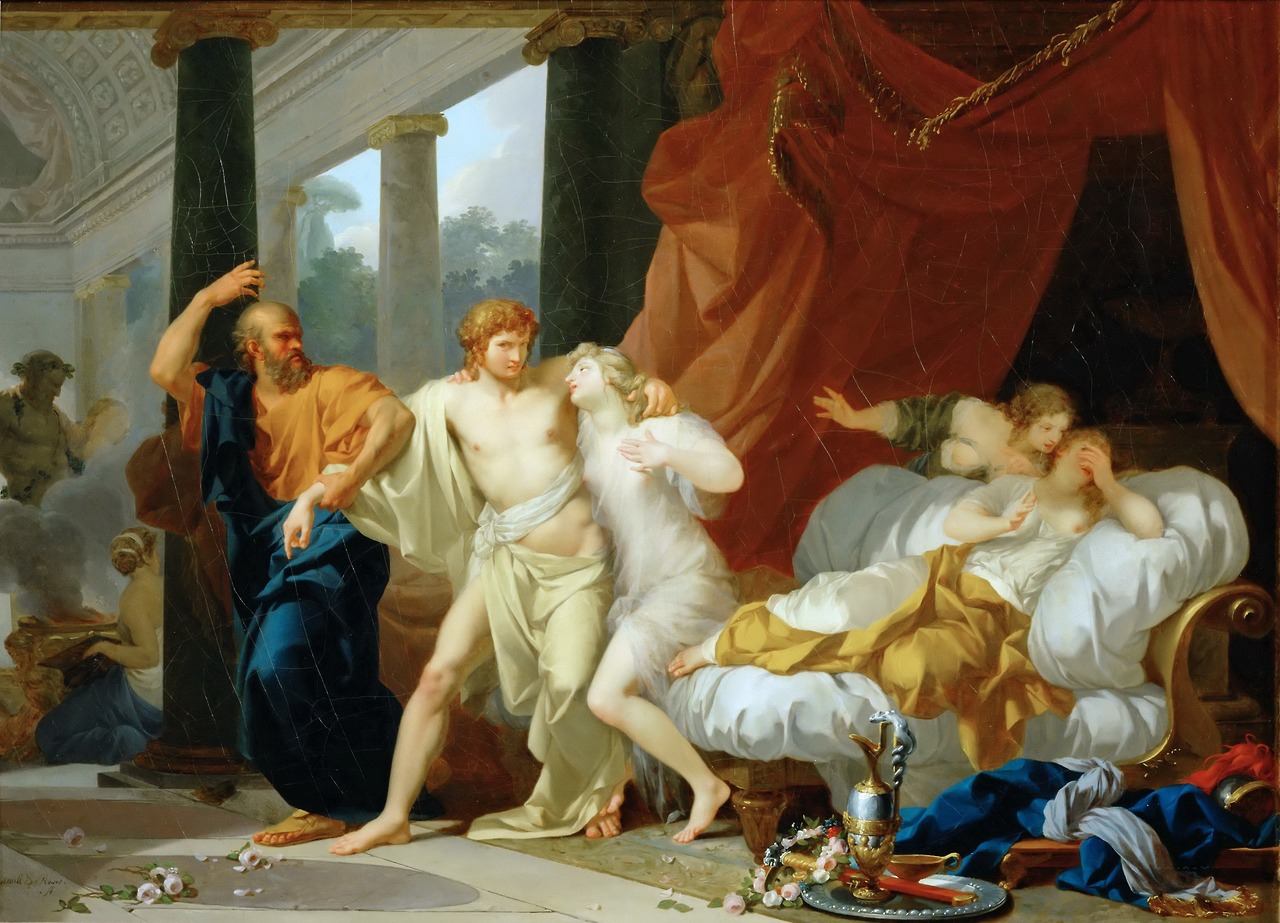
Socrate arrachant Alcibiade des bras de la Volupté (1791), Paris, musée du Louvre.
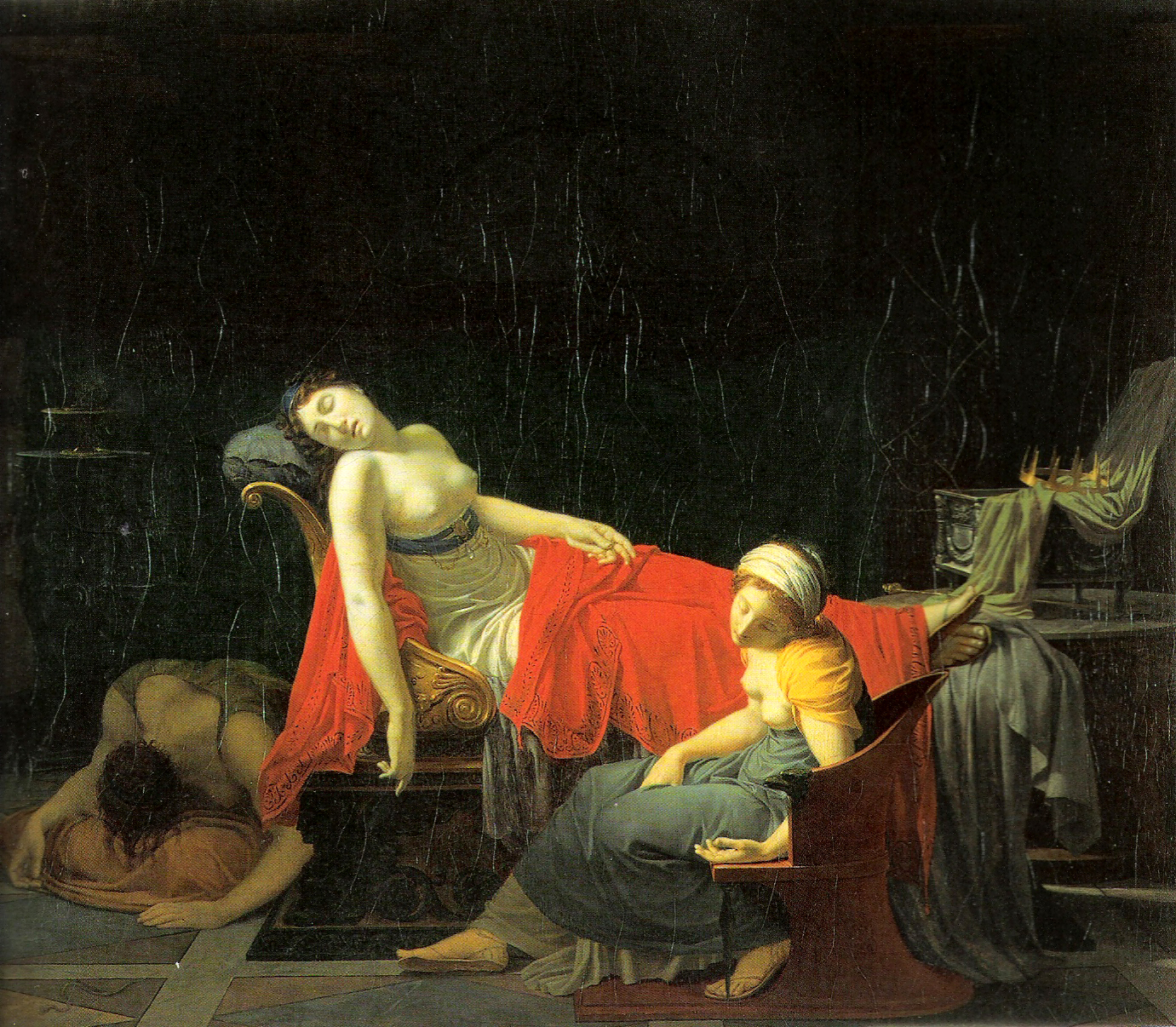
La Mort de Cléopatre (1796-1799), Düsseldorf, Museum Kunstpalast.
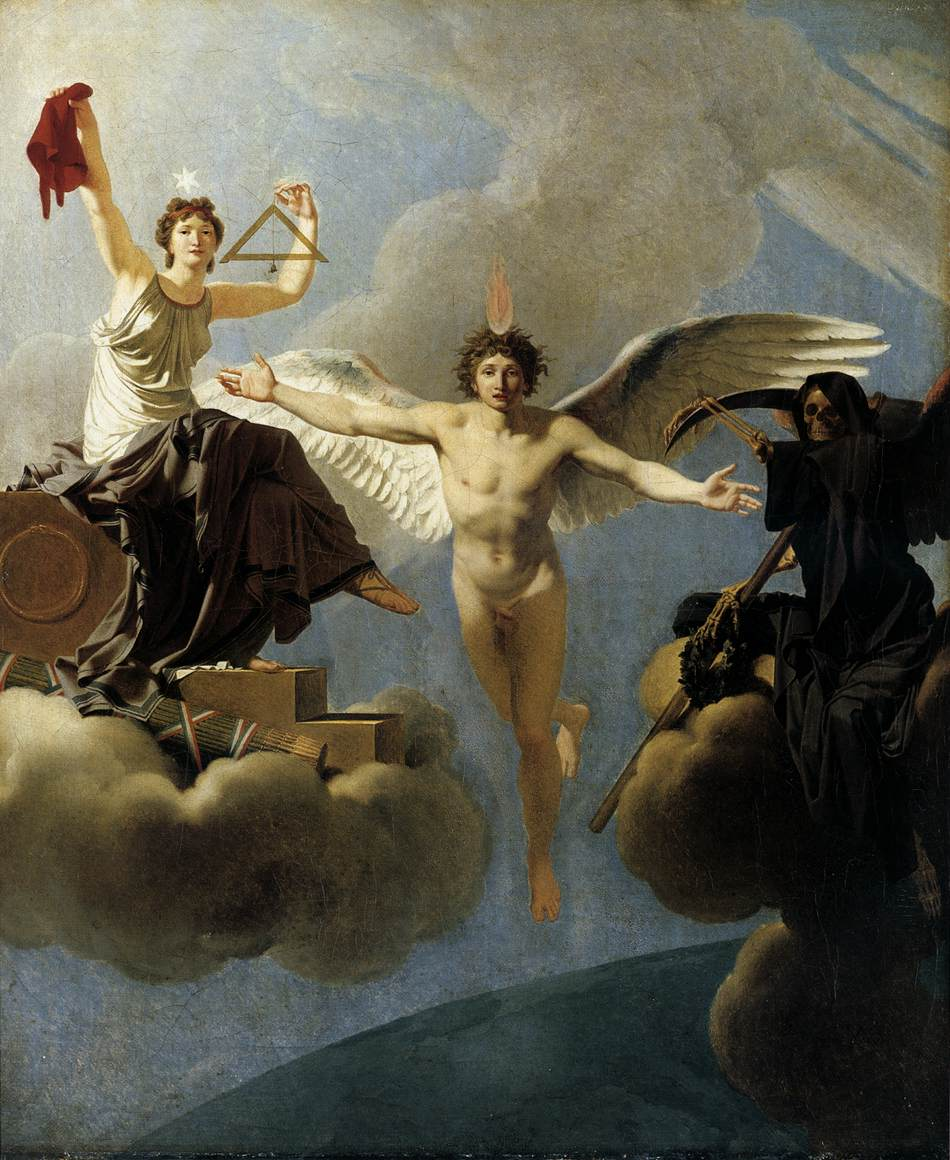
La Liberté ou la Mort (1795), Kunsthalle, Hambourg.
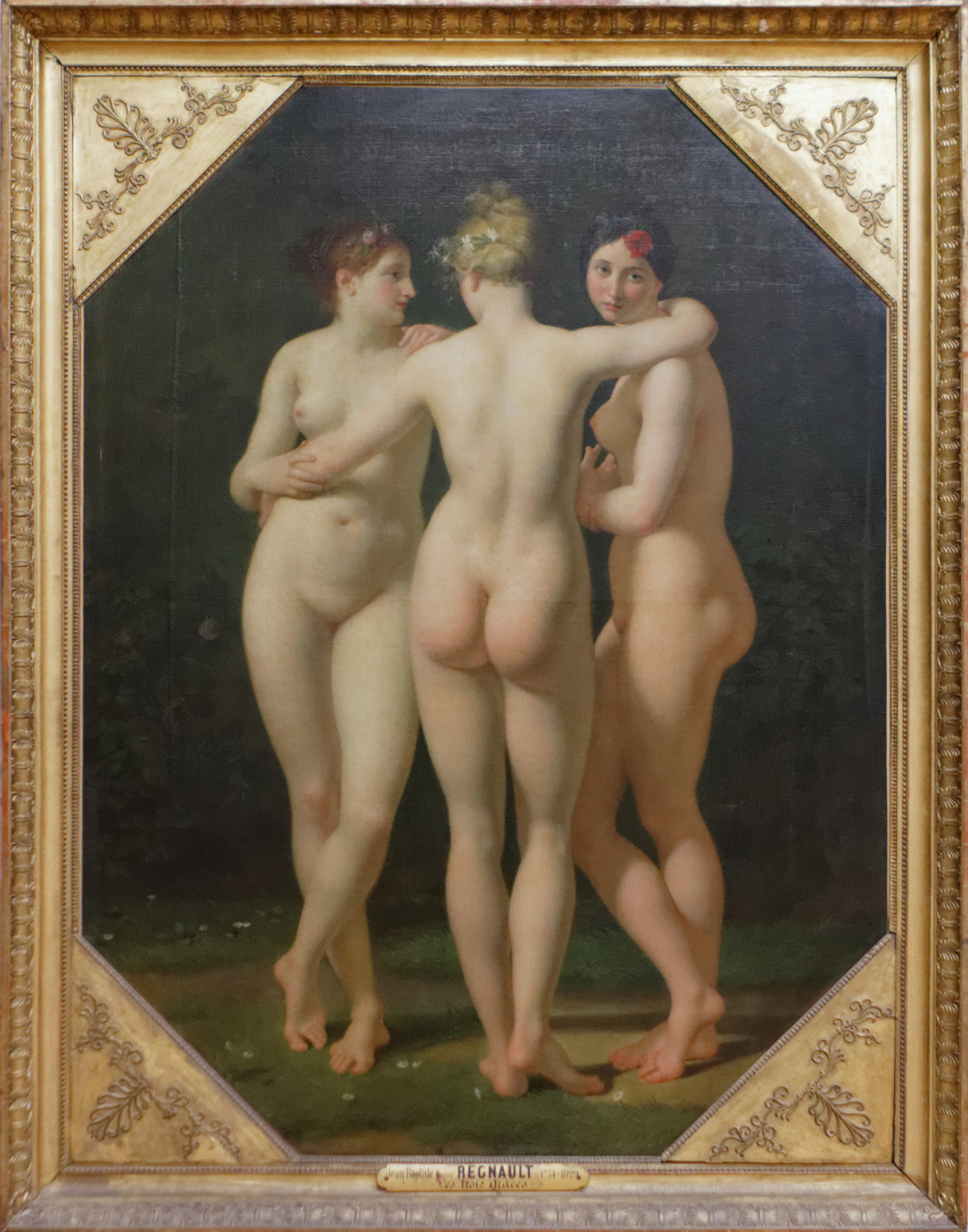
Les Trois Grâces (1797-1798), Paris, musée du Louvre.
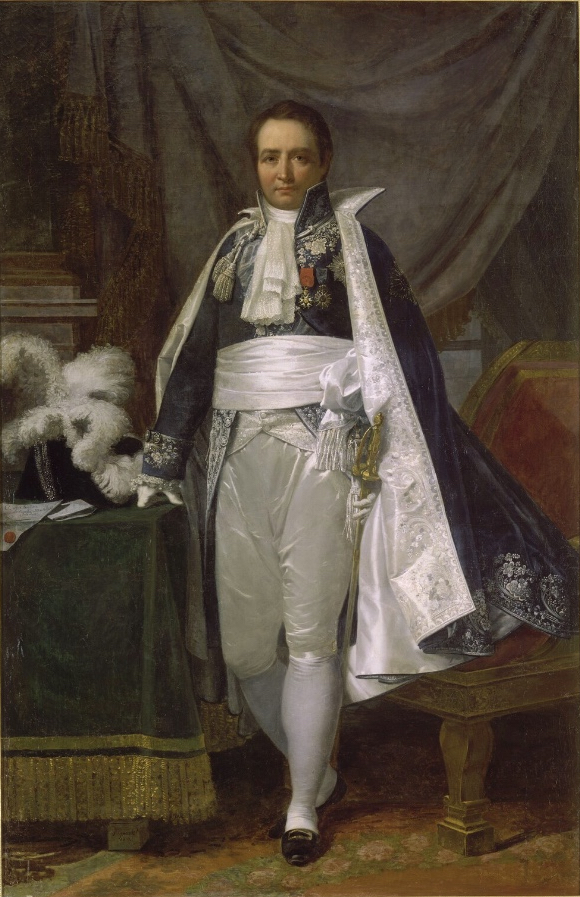
Portrait de Jean-Pierre Bachasson, Comte de Montalivet (1810), château de Versailles.
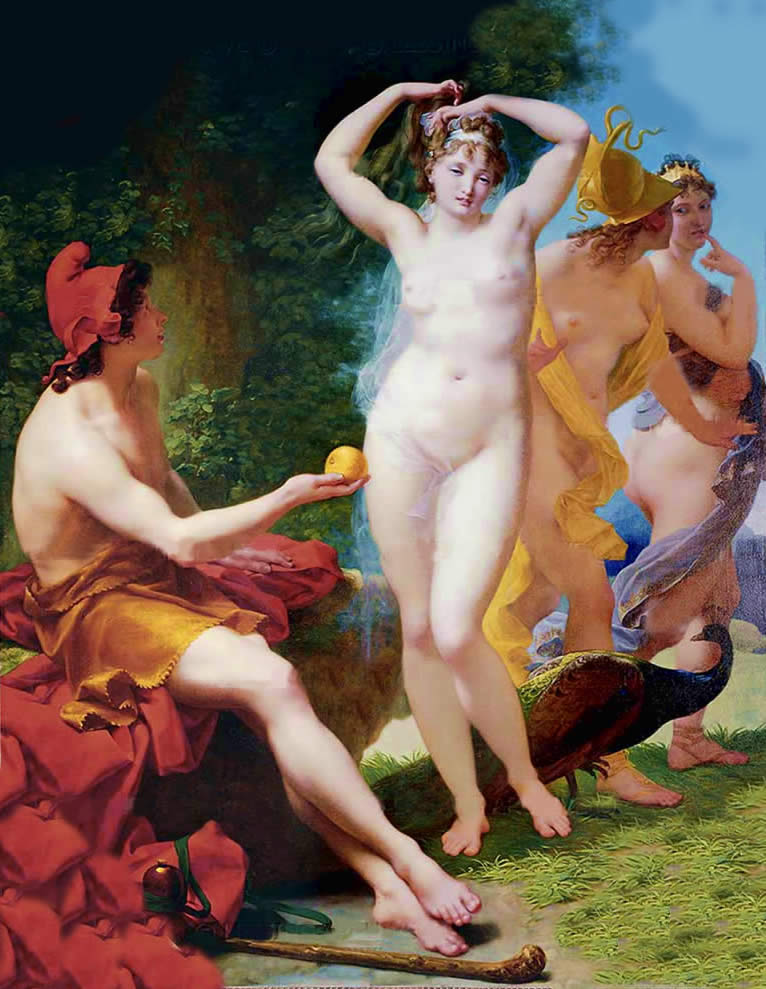
Le Jugement de Pâris (ca. 1812), Detroit Institute of Arts Museum.

### Source
- Jean Tulard, Jean-François Fayard et Alfred Fierro, Histoire et dictionnaire de la Révolution française 1789-1799.
- Renaissance du Musée de Brest, acquisitions récentes : [exposition], Musée du Louvre, Aile de Flore, Département des Peintures, 25 octobre 1974-27 janvier 1975, Paris, 1974, 80 p.